# Santa Lucía, Ocosingo
Santa Lucía är en ort i Mexiko.   Den ligger i kommunen Ocosingo och delstaten Chiapas, i den sydöstra delen av landet, 900 km öster om huvudstaden Mexico City. Santa Lucía ligger 857 meter över havet och antalet invånare är 411.
Terrängen runt Santa Lucía är kuperad åt nordost, men åt sydväst är den bergig. Runt Santa Lucía är det glesbefolkat, med 16 invånare per kvadratkilometer. Närmaste större samhälle är Las Tazas, 20,0 km nordväst om Santa Lucía. I omgivningarna runt Santa Lucía växer i huvudsak städsegrön lövskog.